# Teofilinian choliny
Teofilinian choliny, okstryfilina – wielofunkcyjny organiczny związek chemiczny, sól cholinowa teofiliny, inhibitor fosfodiesterazy, stosowany jako lek rozszerzający oskrzela.

## Mechanizm działania
W żołądku pod wpływem kwaśnego środowiska z soli uwalniana jest teofilina, która jest aktywnym składnikiem leku. Teofilina po uwolnieniu jest wchłaniana szybko i całkowicie. Lek jest antagonistą receptorów adenozynowych oraz inhibitorem fosfodiesteraz typu III oraz IV i wywiera swoje działanie poprzez rozkurczanie tkankt mięśniowej gładkiej oraz pobudzający wpływ na ośrodek oddechowy w rdzeniu przedłużonym.

## Zastosowanie
Teofilinian choliny jest stosowany w zapobieganiu oraz leczeniu skurczu oskrzeli związanych z astmą oskrzelową oraz innymi chorobami układu oddechowego w tym rozedmy płuc oraz przewlekłego zapalenia oskrzeli.

## Działania niepożądane
Teofilinian choliny może powodować następujące działania niepożądane u pacjentów: biegunka, ból brzucha, drgawki, drżenia, hipotensja, komorowe zaburzenia rytmu serca, niepokój, splątanie, tachykardia zatokowa, wymioty, wymioty krwawe, zaburzenia zachowania. 